# Ramilton Jorge Santos do Rosário
Ramilton Jorge Santos do Rosário, detto Rambé (São Vicente, 4 ottobre 1989), è un calciatore capoverdiano, attaccante dell'Académica do Mindelo.

## Carriera

### Club
Ha giocato a Capo Verde, in Portogallo, in Romania e in Angola.

### Nazionale
Ha rappresentato la Nazionale capoverdiana  alla Coppa d'Africa 2013.

## Palmarès

### Club

#### Competizioni nazionali
- Segunda Liga: 1

Belenenses: 2012-2013
- Coppa d'Angola: 1

Primeiro de Agosto: 2018